# Körperteil

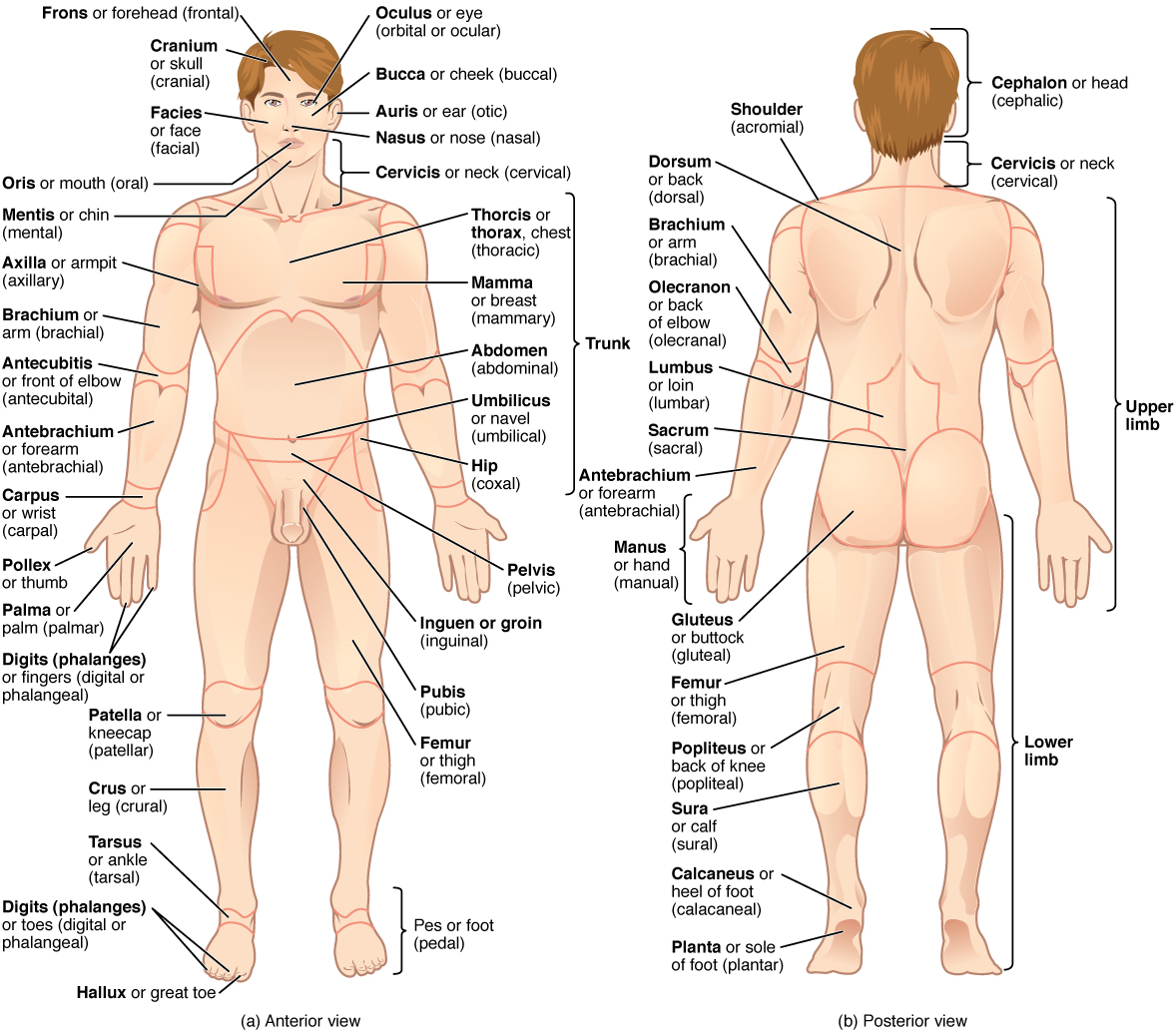
Menschliche Körperteile

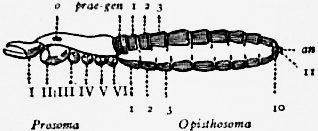
Körper einer Spinne (prosoma = Vorderkörper; opisthosoma = Hinterleib)

Als Körperteil bezeichnet man in der Anatomie einen Abschnitt eines menschlichen oder tierischen Körpers, der sich morphologisch und funktionell abgrenzen lässt. Dies können große Körperabschnitte wie der Kopf, der Rumpf oder die Gliedmaßen, aber auch Teile dieser wie Nase, Hand, Finger, Augen etc. sein. 

## Beispiele
Ein Körper wird in äußerlich deutlich voneinander zu unterscheidende Abschnitte gegeteilt; bei den Wirbeltieren in Kopf, Hals, Rumpf, Gliedmaßen und Schwanz. Bei den wasserlebenden Vertebraten entspricht der Hals der Kiemenregion. Der Körper der Spinnen besteht aus zwei Teilen (Vorder- und Hinterleib), die mit einem Stiel (Petiolus) verbunden sind; Kopf und Brust gehen ineinander über, alle Extremitäten sind paarig am vorderen Teil angebracht. Unter den Spinnentieren (wie die Skorpione) mit einem mehr oder weniger deutlich segmentierten Körper, haben die Milben meist einen kugeligen Körperbau, bei dem Kopf, Brust und Hinterleib verschmolzen sind. Spezielle Körperteile der Krebstiere sind u. a. ihre Scheren und Fühler.